# Paolo Fancelli
Paolo Fancelli (* 7. Mai 1964 in Biasca) ist ein Schweizer Industriedesigner.

## Leben
Fancelli stammt aus Biasca (Kanton Tessin), im Jahr 1990 erlangte er das Industriedesign-Diplom an der École cantonale d'art de Lausanne (ÉCAL). Anschliessend arbeitete er bis 1999 in der Agentur von Ludwig Walser und gründete im Jahr 2000 sein eigenes Design-Atelier als Einzelfirma in Zürich. Daneben war er tätig als Gastdozent im Fach Industriedesign am Athenaeum in Lausanne.
Im 2010 wohnte er in Bellinzona, seit 2024 lebt und arbeitet Paolo Fancelli in der Stadt Basel.

## Werke
Fancelli ist vor allem für die Gestaltung von industriellen und technischen Produkten bekannt. Die Palette von ihm entworfener Produkte umfasst Handwerkzeuge, Haushaltgeräte, Elektrowerkzeuge, Messinstrumente, Nutzfahrzeuge, Maschinenanlagen, Büro- und Wohnmöbel.
Eines seiner ersten Projekte im Konsumgüterbereich war die moderne Version des Schweizer Taschenmessers "Evolution-Serie" für die Wenger S.A. in Delémont, heute im Sortiment der Victorinox. Später folgten Uhrendesigns für die Ventura Design on Time SA. Die von ihm gestaltete Uhr V-tec Sigma ist in Nicolas Cages Film Bangkok Dangerous als Produktplatzierung zu sehen. Unter den zahlreichen realisierten Bürostuhl Linien für die Stoll Giroflex AG, heute Flokk AS-Oslo, gestalltete Fancelli im 1998 der inzwischen Bestseller Europas Modell Giroflex 64.
2009 gewann er den Design Preis Schweiz mit dem Transportfahrzeug Viatrac VT450, den er für die Aebi & Co. AG Maschinenfabrik in Burgdorf entworfen hat. Fancelli war bei Aebi ein Nachfolger des Schweizer Designpioniers Willy Guhl, der in den 1950er Jahren die ersten Traktoren für Aebi designt hatte.

## Auszeichnungen
- 2009 Design Preis Schweiz in der Kategorie Market für den Transporter Viatrak VT450
- 2010 IF Design Award und Red Dot Design Award für den Werkzeugschlüsselhalter KeyDisc
- 2013 „GOOD DESIGN Award“ Japan für Automatik-Digitaluhr Ventura „SPARC Sigma MGS“
- 2013 „Red Dot Design Award“ für Automatik-Digitaluhr Ventura „SPARC Sigma MGS“
- 2018 "Design Preis Schweiz Design Nomination mit der Landmaschine Aebi Terratrac 281"